# 김기백 (1952년)
김기백(1952년 ~ 2019년)은 대한민국의 언론인이다.

## 주요 활동
2003년에 좌우를 뛰어넘는 민족주의와 정통보수라는 모토를 내걸며 인터넷 민족신문을 창간하였다. 창간 이전의 행적은 알려지지 않았다. 인터넷 민족신문 창간 이후 1인언론 형태로 운영해왔다. 사이트 서버운영 비용을 27개월 간 미납한 후 정간됐다가 복간하였으며 후원자 및 조력자들과 잦은 물리적 마찰이 있었다.
<인터넷 민족신문>은 지난 2009년 복간 후 언론사로 서울시등에 인터넷 신문으로 정식 등록한 사실은 없다. 인터넷 언론사로 등록하기 위하여는 사업자등록증 등 최소한의 요건을 갖추어야 하지만 그 요건을 충족하지 못해 등록을 하지 못한것. 따라서 인터넷 신문이 아닌 개인 블로그 내지는 개인 사이트에 불과한게 복간 후 법적 지위다.
2004년 4월 17일 SBS <그것이 알고 싶다> 방영분 292회에 인터뷰 장면 방영을 전제로 인터뷰를 진행하였으나, 인터뷰 장면이 방영되지 않아 명예에 손상을 입었다는 이유로 당시 SBS <그것이 알고 싶다> PD였던 박진홍과 SBS 주식회사를 대상으로 1억원의 손해배상 청구 소송을 제기하였다. 하지만 재판부 기피 신청이 각하된 뒤 변론기일에 2회 이상 참여하지 않아 쌍불 처리가 되면서 취하로 간주되어 종국되었다.
2007년 10월 이명박 당시 한나라당 대선후보를 비난하는 취지의 글을 작성해 민족신문과 여타 사이트에 올려 공직선거법 위반혐의로 고발돼 2010년 2월 2일에 대법원으로부터 벌금 80만원 확정판결을 받았다.
2009년 1월 15일과 3월 26일 각각 2차에 걸친 일본문화원 및 일본국제문화센터 점거시위를 시도했으나 실패하였다. 일본문화원 점거시도 과정에서는 함께 모의했던 성원중 한 명이 사전에 공안당국에 점거 기도를 알리면서 무산되었고, 일본국제문화센터 점거 과정에서는 사법운동 시민운동가인 어우경 등과 함께 4명의 성원이 점거를 시도하다가 실패한 것으로 알려졌다.
2011년 6월 23일 프레시안 김기협 편집위원과 역사학자 한홍구 성공회대 교수의 대담 기사 <"김일성 장군 환영 대회가 광화문에 열렸다면…">에 대해 "프레시안이 북한 김일성 숭배의식을 고취하는 기사를 올려 내란을 선동했다"며 프레시안 박인규 대표 등을 검찰에 고발하였다.
2011년 10월 12일 서울시장 보궐선거 무소속 후보 박원순에 대해 "10년간 1000억원대에 육박하는 기부금을 모집했지만 최근 6년동안 2008년 12월 한 차례를 제외하고 서울시나 행정안전부에 등록하지 않았다"며 기부금품모집및사용법 위반 혐의로 고발하였다.
2013년 8월 10일 남성연대 성재기 대표의 추락사망 사고 이후 성 대표의 빈소에서 조의금 문제 및 "조문객들에게 국밥이 아닌 김밥을 대접했다"는 등의 비난을 하며, 평소 남성연대 측과 정치적 성향이 다른 한겨레와 미디어 오늘 기자와의 인터뷰 협조 문제로 변희재 및 남성연대 운영진들과 갈등을 일으켰다는 주장이 제기되었다. 하지만 김기백은 이를 적극 부인하며, 이 주장을 제기한 변희재를 비롯한 일부 일베 회원들을 고소하겠다는 반응을 보여 논란 중이다.
2014년 1월 14일 허위사실 유포에 따른 명예훼손으로 변희재를 고소하였으며, 1억원의 민사소송을 제기할 예정이라고 밝혔다.

2014년 10월 29일 변희재와의 모든 소를 취하하며 화해했고, 박원순 서울특별시장의 아들 박주신의 병역비리 의혹제기에 대해 공동대응을 한다는 합의를 한 것으로 알려졌다.
2015년 2월 19일 변희재가 4.29 재보선에서 관악을 지역구에서 출마하겠다고 선언하자, "활빈단 홍정식 단장이 해당 지역구에서 40년 가까이 살고 있는 주민으로서 출마 의사를 밝히고 있는데도 변희재가 홍정식에게 애국보수후보 자격의 양보를 강요하고 있으며, 친일 성향의 변희재가 정계에 진출하는 것을 좌시할 수 없다"며 화해의 무효를 선언했다.
2019년 1월, 대장암 투병 중 별세했다.